# Лобамба
У срцу долине Езулвини, краљевске долине Есватинија, град Лобамба је традиоционална престоница Краљевине и сматра се духовном престоницом (умпакатси) Свази нације. 
Лобамба се налази јужно од престонице и удаљен је око 16 km друмом за Манзини.

## Култура и обичаји
Краљ Мсвати III се залаже за опстанак краљевског Краал-а• у Лобамби у којем се сваке године у децембру или јануару одржава церемонија Инцвала- краљевска церемонија. Осим тога, сваког августа или септембра испред Краал-а се изводи Плес Трске у присуству Његовог Величанства (Ингвенуама) и Краљице Мајке (Ндловукази). У одређено време, краљ се састаје са својим народом у Краал-у како би им дао савете и послушао њихове сугестије које се тичу државних послова.
Како Свази фамилија има велики број чланова (Краљ Собхуза II је имао 200 деце), Свази краљеви сада живе у Лозитха палати, на око 10 km од Лобамбе. Посетиоци могу виде само екстеријер палате, а фотографисање је забрањено.

## Знаменитости
- Мантега водопади - Водопаде вреди видети, мада би било пожељно претходно се посаветовати са мештанима јер су тамо забележени случајеви пљачке и други непријатни инциденти. Изградњом бројних хотела и казина, туризам је почео да добија све више на важности.[1]
- Малкернс село - На око 8 km од Лобамбе ка Манзинију, налази се врло интересантно село Малкернс, названо по истоименој долини. Село је чувено по уметничким радионицама, плодном земљишту и узгоју шећерне трске, ананаса, јагода, ружа и поврћа.
- Тисхвесхве - центар уметничких рукотворина, представљен је низом колиба сламених кровова и зидова од глине. Центар је почео да ради и напредује када су његови власници почели да подстичу мушкарце и жене на пољу ткања, обраде камена и дрвета, шивења и грнчарије. Пружена им је подршка, како у опреми, бојама и алату, тако и у преношењу знања, па је овај центар постао продајни и изложбени простор за многобројне уметнике. Веома тражен производ су посуде прављене од плетене траве. Толико су ситно и тесно плетене, да се у њима може чувати чак и течност. Сама посуда апсорбује нешто течности, па на тај начин задржава садржај од испарења. Од планинске траве се праве још корпе и асуре. Овде су изложене рукотворине из целе Африке, од грнчарије до постељине.
- Сомхлоло стадион - Са леве стране Краал-а налази се национални стадион Сомхлоло који се користи за најважније догађаје и прославе у Краљевини. На Сомхлоло стадиону у Лобамби прослављене су важне прекретнице, као што су проглашење независности 1968; дијамантски јубилеј – 60 година од крунисања краља Собхузе II; крунисање Мсвати III за краља, априла 1986; у току своје посете Свазиленду 1988. Папа се са овог стадиона обратио народу. Осим тога, Сомхлоло сатадион се користи и за велике међународне фудбалске мечеве.
- Национални Музеј - Поред стадиона се налази зграда парламента и Национални Музеј. У Националном Музеју је дат приказ Свази обичаја, традиције, начина одевања и живота. Посебно место у музеју заузима спој изложених фотографија историје Свазиленда и излагање кустоса, што посетиоцу употпуњује знање о овој необичној земљи. Поред музеја је традиционално село Свазија са још аутентичнијим приказом културе и колибама у облику кошница.
- Меморијални Музеј Краља Собхузе II - Преко пута је Меморијални Музеј Краља Собхузе II, најцењенијег међу Свази краљевима. У Лобамби се за сваки Велики Петак окупљају Свазији хришћанске вероисповести, како би се помолили за добро нације и њених владара.